# Musette (instrument)
Musette (Musette de cour) – starofrancuski instrument muzyczny dęty drewniany z grupy aerofonów stroikowych. 
Rodzaj małych dud, zwykle o eleganckim wyglądzie, pasującym do salonów arystokratycznych. Instrument był popularny we Francji w XVII i na początku XVIII w. Był używany do przygrywania rustykalnym tańcom, np. branle.
Z nazwą instrumentu wiąże się muzyczne określenie á la musette – na wzór brzmienia dud. 
Termin „musette” odnosił się również do określenia (często tytułowego) pewnych utworów, szczególnie tanecznych (np. w suicie), odznaczających się właściwym dla dud stałym burdonowym brzmieniem niskiego dźwięku w basie.